# 大團長

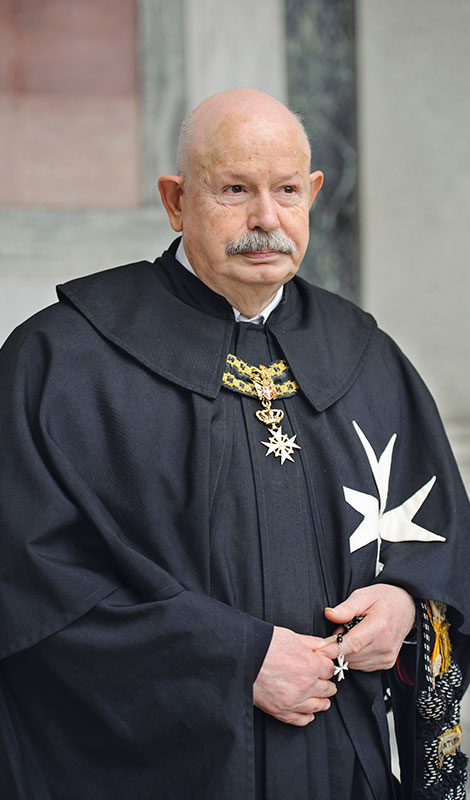
2018年至2020年任職的第80任馬耳他騎士團大團長桑圭内托神廟塔的賈科莫（Fra 'Giacomo dalla Torre del Tempio di Sanguinetto）

大團長（拉丁語：Magister generalis）是各種教團最高領袖的頭銜，這些團體包括騎士團，如軍事騎士團和王朝騎士團。
這個頭銜也出現在現代民間兄弟會中，例如共濟會。 